# Хардуер
Хардуерът (от англ. hardware, буквално „тежък товар, тежко снаряжение“, събирателно понятие за всички осезаеми веществени части на изчислително или друго устройство) съставние вид техника. Изграден е от електрически вериги. Думата е чуждица в българския език. Употребява се главно (но невинаги) в сферата на информационните технологии. Произлиза от английската дума hardware (означава железария; техническа апаратура; изчислителна техника; устройства, изграждащи по-голям апарат или машина). Преди появата на тази дума в българския език се е използвал терминът апаратно осигуряване. Хардуерът, изграждащ компютъра, се състои от процесор, дънна платка, видеокарта, RAM памет, захранващ блок, твърд диск/ССД, компютърна кутия и входно-изходни устройства. Съответно асемблерният език е езикът за програмиране, който е най-близо до хардуера.

## Процесор
Вижте също: Централен процесор
Процесорът е важна част от компютъра. От английски означава централна изчислителна част (Central Processing Unit) и е изграден от много на брой транзистори, които съхраняват стойностите 1 или 0. Процесорът съдържа инструкции за базовите си изчислителни, входно-изходни и логически операции. За да се намали времето за реакция на процесора е добавена тъй наречената кеш памет, съдържаща данните и инструкциите обработвани от процесора. Кеш паметта бе подобрена като бе заменена с RAM памет. Новата се нарича L2. Мощността на процесора се измерва в херцове.
Централният процесор обединява АЛУ (Аритметично-логическо устройство), УУ, БУ (Блок за управление), БР (Блок регистри) и други блокове.
Основната характеристика на процесора е ширината на АЛУ-то. Първоначално ширината на шината е била колкото една клетка от паметта (8 бита), но с времето процесорите са се развили, наложило се е за по-голямо бързодействие да четат повече октети (байтове) наведнъж, и в последно време са широко разпространени 64 битови процесори, като за процесорите на видео картите се използват и 128 битови графични процесори.

## Дънна платка
Дънна платка още наричана дъно също е важна част от компютъра. С нея през bus-шината кореспондират всички останали части от хардуера. Колкото по-бърза е тя, толкова е по-бърз трансферът на данни. Важно нещо, намиращо се на дънната платка, е и кварцовият генератор, намиращ се до сокета на процесора, който спомага за синхронизирането на хардуера. Дънната платка се закрепва за кутията чрез специални щипки. Изградена е от много слоеве електрически вериги. Чипсетът, част от нея, управлява потока от данни между процесора, RAM паметта и периферните устройства. На повърхността си, дънната платка има слотове за процесора, видео картата, RAM паметта и допълнителни входно-изходни устройства. Слотовете за допълнителните устройства са различни, но в последно време се използва така наречения PCI(personal computer interface).

## Видео карта
Видео картата или графичната изчислителна част (graphics processing unit) е част, която може да не се купува, ако е вградена. По принцип я вграждат в някои дънни платки, но ако не е вградена, се поставя на PCI слота. Към видео картата се свързва мониторът или проекторът.
Видео картата преобразува графичния образ, съхранен в паметта на компютъра, във форма, подходяща за показване на монитора.

## RAM памет
Вижте също: Памет с произволен достъп
Памет с произволен (непосредствен) достъп или RAM (от английски: random-access memory) е вид компютърна памет, която позволява неограничен достъп до произволна част от запаметените данни, за разлика от паметта с последователен достъп, и която има относително голяма скорост, за разлика от запаметяващи устройства като твърдите дискове. Най-често под RAM се разбира динамична памет с произволен достъп, която намира широко приложение като оперативна памет в изчислителната техника.
RAM е основната памет, която се адресира. Тя е голяма и по размер се доближава до виртуалното адресно пространство. Cache паметта трябва да е много бърза, затова се прави от статична рам памет и за всеки бит са нужни по 6 биполярни транзистора. Това отнема много място и отделя голямо количество топлина. За основната памет се използва DRAM (Dynamic RAM), базирана на друг принцип (MOS = Metal Oxide Semiconductor). Силицият е полупроводник, а SO2 е изолаторна пластина и върху нея е поставена метална плочка. Между металната плочка и силиция се получава кондензатор. В зависимост от посоката, в която е зареден n-островчето слиза надолу или се качва нагоре. В зависимост от това дали каналът е отворен, може или не може да се стигне от единия gate до другия. Така се пази 1 бит (1 или 0). Технически проблем е, че състоянието се пази от заряда на кондензатора, който е много малък, поради което се саморазрежда и критичното време за разреждането му е 2ms, т.е. помни само 2 ms. Затова на всеки 2 милисекунди кондензаторът трябва да се презарежда – така нареченият refresh на динамичната памет. Преминаването на ток между двата gate-a е деструктивно – разваля съдържанието, затова при четене съдържанието трябва да се възстанови. Въпреки това този вид памет се използва, защото е много икономична. Минимален ток => няма греене, а също така се постига огромна плътност (bit/mm2), което компенсира недостатъка с refresh-a. Поради наличието на капацитет на кондензатора четенето и писането е по-бавно от това в cache паметта, която е съставена от транзистори, били те и 6.
Intel първи разработват тези полупроводникови RAM памети. Заводите са много скъпи – един такъв струва няколко милиарда долара. Самите елементи се произвеждат в бели стаи. Плътността на полупроводниковите елементи е огромна – няколко милиона на cm2.
DRAM чиповете се основават на квадратна матрица. Адресът е разделен на 2 части. Първа влиза младшата част.

## Захранващ блок
Вижте също: Компютърно захранване
Захранващ блок или PSU (от английски: power supply unit) има за цел да преобразува високото мрежово напрежение към ниско мрежово напрежение и променливият ток към постоянен ток. Преобразуваният ток се ползва от електронните компоненти, от които се състои хардуера. Съвременните персонални компютри използват импулсивен захранваш блок. Някои захранвания са с ръчен превключвател за входното напрежение, докато други се приспособяват към захранващото напрежение.

## Твърд диск
Вижте също: Твърд диск
Твърдият диск или HDD (от английски: hard disk driver) е устройство за съхранение и извличане на електронна (цифрова) информация, с използването на бързо въртящи се дискове (плочи) покрити с магнитен материал. Твърдият диск запазва своите данни, дори когато е изключен. Данните се четат в произволен ред, което означава, че отделните блокове от данни може да се съхраняват или възпроизвеждат в произволен ред, а не последователно. Твърдите дискове се състоят от твърди бързо въртящи се дискове (плочи) с магнитни глави подредени върху движеща се ръка за четене и писане на данни върху повърхността. Свързването с дъната платка при по-старите хард дискове става чрез ide а при новите – чрез Serial ATA.
Когато тока се движи се създава една или друга посока на магнитния поток. Ако над домените се движи една намотка то в краищата на намотката се индуцира слаб ток и протича слаб електричен поток. Той се получава при преминаване от един домейн при обратно намагнетизиран домейн. Тази намотка всъщност е главата. Състои се от подковообразна структура, около която има тънък проводник.
Шпинделът е оста, около която се въртят дисковете. На всеки диск може да има до 2 работни повърхности. Към всяка работна повърхност има четяща/записваща глава. При твърдите плочи главите са летящи, т.е. профилът на главата е със специален радиус и при въртенето на диска плочата увлича газовите молекули под нея и в близост до главата се образува вятър, който при съприкосновението си с нея образува подемна сила, която отблъсква главата нагоре от плочата. От горе има пружина, която предпазва главата от прекалено издигане. Така винаги се поддържа дистанция от 1 – 2 микрометъра и няма триене, което позволява по-бързо въртене (не както при магнитните ленти).
Що се отнася до въртенето – най-бавните дискове са 2400 оборота. След това следват 3600-5400-7200-10000-15000 RPM.
Всички глави са свързани в карета и се движат заедно. Когато се изключи захранването на диска главите се отдръпват навън, за да се избегне стържене. Остана само шпинделът, който след известно време спира. Ако глава опре в плочата, то тогава и главата и плочата се надраскват и стават неизползваеми.
Дисковете се затварят в херметическа камера, в която въздухът обикновено се заменя от инертен газ (защото инертните газове най-общо казано не участват в химични реакции и остават непроменени във времето, а не както въздухът, който променя свойствата си с времето). Днес дисковете са от тип Winchester, при които главите и плочите са затворени херметически и е много трудно да се оправи развален харддиск. Диаметърът на стандартния диск е 3.5, като за нуждите на преносимите устройства навлизат и 2.5.
При въртене главите заемат точно фиксирани позиции по радиуса на диска. Всяка такава позиция определя една писта. Пистите от всички дискове на една вертикална повърхност образуват цилиндър. Бр. глави х бр. цилиндри = общ брой писти на диска. (тук е по-правилно да се каже брой работни повърхности по брой цилиндри, защото на една работна повърхност може да има повече от 1 глава, с цел по-малко seek (най-близката глава се мести)).
Шпинделът винаги се върти с една и съща скорост при всички дискове. Щом се достигне тази нормална скорост (при стартиране) влиза и каретата. Ъгловата скорост на диска е една и съща, но линейната на различните писти е различна. Външните писти са с по-бърза линейна скорост, вътрешните – по-ниска. Оттук – секторите във външните писти са по-разредени, вътрешните – по-нагъсто. Отначало всички писти са имали един и същ брой сектори (еднакъв капацитет). На вътрешните писти има по-малко сектори. Броят сектори не е константен, но размерът на всеки един от тях е.
Дисковете могат да започнат обработка на информация само от началото на пистата. Когато искаме да прочетем 5-и сектор винаги започваме от 1-ви докато стигнем 5-и. Така достъпът до секторите е последователен. Между секторите в пистата има служебно разстояние и при висока скорост на въртене то нараства. Това е така за да може при последователно четене на сектори да не се подмине търсения сектор. Номерата на секторите се слагат логически последователно.
Има два начина да се избегне поставянето на голямо служебно разстояние между отделните сектори.
Логически последователните сектори върху диска се поставят през няколко физически сектора (default 4). Така при 2 операции за четене на последователни сектори, няма опасност контролера да не успее да даде втората команда преди главата да е започнала да чете втория сектор (т.е да се наложи един пълен оборот преди да започне четенето на втория).
Използва се кеш, като при четене на даден сектор се прочита цялата пътека, и се записва в кеша. Предимство на използването на кеш е наличието на всички сектори от дадена пътека само с едно завъртане на диска. Друго предимство е, че при нужда от четене на някой сектор, първо се проверява наличието му в кеша, и само ако не бъде намерен се извършва физическо четене от самия хард. Недостатък е, че при нужда от запис на един сектор се прочита цялата пътека в кеша, след това се променя съответния сектор в кеша, и после цялата (вече модифицирана) пътека се записва физически върху работната повърхност.
Хард дисковете използват главно подхода с кеша, заради по-голямото бързодействие.

## Компютърна кутия
Вижте също: Компютърна кутия
Компютърната кутия (позната също като кутия) е част от хардуера, в която се разполагат по подходящ начин част от конструктивните елементи на компютъра (обикновено с изключение на монитор, клавиатура и мишка). Тя трябва да обезпечи надеждна механична защита на компютъра, прахоустойчивост и добра вентилация за охлаждане и подходящ температурен режим на електронните компоненти. Компютърната кутия може да се намери в различни размери, форма за подходящо работно положение, цветове и модели.

## Книгопис
- Radhakrishnan, Essentials of Assembly Language Programming for the IBM PC , PHI Learning Pvt. ltd. – 2004, ISBN 9788120314252